# 미야타 히로노리
미야타 히로노리(宮田 浩徳 みやた ひろのり[*], 1960년 6월 22일 ~ )는 일본의 성우이다.

## 출연작품

### 특촬
- 오성전대 다이레인저 - 나레이션
- 인풍전대 허리켄저 - 나레이션
- 사무라이전대 신켄저 - 나레이션
- 해적전대 고카이저 - 풍뢰한